# Llandudno
Llandudno (wymowaⓘ ɬanˈdɨ̞dnɔ, ang. θlænˈdɪdnəʊ lub lænˈdɪdnəʊ) – miasto w północnej Walii, w hrabstwie Conwy, historycznie w Caernarfonshire, położone nad Morzem Irlandzkim, u nasady półwyspu Great Orme, nad dwoma zatokami – Conwy na zachodzie i Llandudno (Ormes) na północnym wschodzie. W 2011 roku liczyło  15 371 mieszkańców.
Nazwa miasta pochodzi od imienia jej patrona - św. Tudno, fundatora pierwszego kościoła parafialnego (VI w.), zbudowanego na górze Great Orme.
Miejscowość wypoczynkowa i ośrodek turystyczny. Do najważniejszych atrakcji należą pochodząca z początku XX w. zabytkowa linia tramwajowa, starożytna kopalnia miedzi z epoki brązu oraz mierzące 376 m zabytkowe molo.

## Miasta partnerskie
- Wormhout